# Wilhelm Nietner
Heinrich Wilhelm* Nietner (* 11.11.1802 in Groß Möllen Kr. Pyritz; † 2. April 1871 in Potsdam) war ein Königlicher Hofgärtner im Schlossgarten Schwedt und in der Melonerie (Treiberei) im Potsdamer Park Sanssouci.

## Leben und Wirken
Der aus einer Gärtnerdynastie stammende Wilhelm Nietner war der Sohn des Planteurs, später Hofgärtner Friedrich Nietner und der Berliner Gastwirtstochter Johanna Luise, geborene Thuma (um 1778–1848).
Wie sein älterer Bruder Eduard führte auch Wilhelm Nietner die Familientradition fort und erlernte den Gärtnerberuf. Nach der Ausbildung ging er mit einem königlichen Reisestipendium von 1825 bis 1827 auf Wanderschaft nach Wien, München, Karlsruhe und Schwetzingen.
1838 wurde er als Hofgärtner in den Schlossgarten nach Schwedt berufen, den Peter Joseph Lenné von einem Barockgarten in einen Landschaftsgarten umgestaltet hatte und 1859 nach Potsdam in die Parkanlage Sanssouci. Dort übernahm er das Amt seines im August desselben Jahres verstorbenen Bruders Eduard im Melonerie-Revier am Südrand des Parks. Zu seinem Tätigkeitsbereich gehörten ein Ananashaus westlich des Grünen Gitters, Melonen-, Pfirsich-, Pflaumen- und Erbsenhäuser, warme und kalte Treibmauern für Obst und Gemüse, zahlreiche zwischen den Häusern liegende Melonenkästen und Freilandbeete sowie der terrassierte Winzerberg am Triumphtor mit fünf kalten Treibmauern.
Als Wilhelm Nietner starb, fand er auf dem Bornstedter Friedhof seine letzte Ruhe.